# Manfred Schroeder
Manfred Robert Schroeder (Ahlen, 12 de julho de 1926 – 28 de dezembro de 2009) foi um físico alemão. Conhecido principalmente por suas contribuições à acústica e computação gráfica. Publicou três livros e mais de 150 artigos científicos.
Estudou na Universidade de Göttingen (1947–52), onde obteve um doutorado em física em 1954. Sua tese mostrou como pequenas cavidades regularmente situadas em salas de espetáculo causam ressonâncias acusticamente desagradáveis.

## Livros publicados
- Number Theory in Science and Communication: With Applications in Cryptography, Physics, Biology, Digital Information, and Computing (Springer-Verlag, 1983).
- Fractals, Chaos, Power Laws: Minutes from an Infinite Paradise (Freeman, 1991)
- Computer speech recognition, compression, synthesis (Springer-Verlag, 1985). Com H. Quast e H. W. Strube
- Hundert Jahre Friedrich Hund: Ein Rückblick auf das Wirken eines bedeutenden Physikers (1996)

## Prêmios e honrarias
- 1971: fellow do Instituto de Engenheiros Eletricistas e Eletrônicos (IEEE).[1]
- 1972: medalha de ouro da Audio Engineering Society
- 1979: membro da Academia Nacional de Engenharia dos Estados Unidos[2]
- 1986: fellow da Academia de Artes e Ciências dos Estados Unidos[3]
- Medalha Helmholtz Medal of the German Acoustical Society
- 1975: apontado membro científico estrangeiro da Sociedade Max Planck
- 1978: membro da Academia de Ciências de Nova York
- 1984 e 1987: Medalha Rayleigh
- 1991: Medalha de Ouro da ASA.[4]